# Малый заячий кенгуру
Малый заячий кенгуру (лат. Lagorchestes asomatus) — вид вымерших млекопитающих из рода заячьих кенгуру семейства кенгуровых.
Известен по единственному черепу, найденному Майклом Терри (англ. Michael Terry) в 1932 году около 22°15' ю. ш. и 129°30' в. д. в районе озера Маккай, на границе Западной Австралии и Северной территории в Австралии.
Череп (сейчас хранится в Южно-Австралийском музее — объект M3710) принадлежал пожилой особи неустановленного пола и имеет меньшие размеры, чем у родственного ему пучкохвостого кенгуру. На основании этого сделан вывод, что центральноавстралийский кенгуру был, вероятно, самым мелким представителем рода.